# Geocalyx
Geocalyx là một chi rêu trong họ Geocalycaceae.